# Камінь Карчі
43°35′ пн. ш. 42°08′ сх. д. / 43.583° пн. ш. 42.133° сх. д.
Камінь Карчи (карач.-балк. Къарча-Таш) або Замковий камінь (карач.-балк. Къадау-Таш) — камінь, що розташований поблизу впадіння в Кубань притоки Худес, шанується карачаївцями. Назва пов'язана з легендарним ватажком карачаївців Карчой.
У публікаціях XIX і XX століть висловлювалися припущення про те, що це метеорит, дана теорія досі популярна у екскурсоводів і в путівниках. Сучасні дослідження встановили магматичне походження каменю.
Карачаєвський поет Назір Хубієв написав баладу «Камінь Карчі».